# Fred Delmare

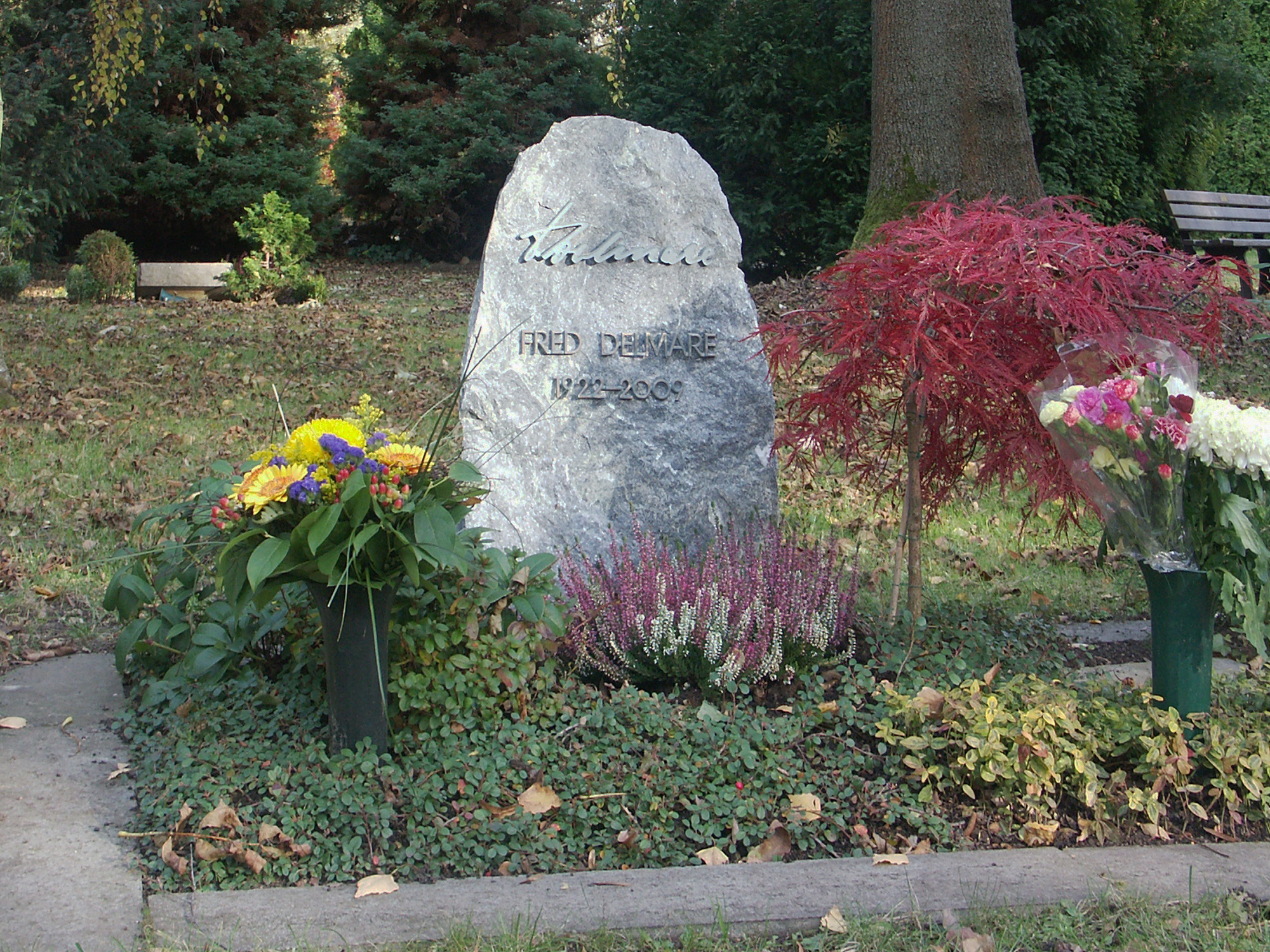
La tombe de Fred Delmare au cimetière sud de Leipzig

Fred Delmare, de son vrai nom Werner Vorndran (né le 24 avril 1922 à Hüttensteinach, mort le 1er mai 2009 à Leipzig) est un acteur allemand.

## Biographie
Werner Vorndran est le fils d'un charpentier et d'une couturière de Hüttensteinach (de), où il travaille pour le théâtre du village. Après l'école élémentaire, il suit une formation d'outilleur. En 1940, il s'engage dans la Marine à Bremerhaven. Il entre dans le théâtre de la ville et se fait engager par Karl Georg Saebisch (de) comme figurant dans la mise en scène d'opérettes. En 1943, il subit une blessure abdominale sévère, pour laquelle il est traité jusqu'à la fin de la guerre.
En 1946, il vient au Théâtre national allemand à Weimar, dirigé par Walter Jupé (de), pour prendre des cours de théâtre. Il prend alors le nom de Fred Delmare. De 1947 à 1950, il joue comme élève externe au Hebbel-Theater (de) à Berlin-Ouest.
Fred Delmare est connu pour sa filmographie, il a joué dans près de 200 films. En 50 ans de carrière, il est notamment Pippig dans Nu parmi les loups, Saft dans La Légende de Paul et Paula. Il est l'un des acteurs les plus populaires de la RDA. Dans les années 1990, il apparaît de plus en plus dans ses séries télévisées, en particulier En toute amitié, sur laquelle il met fin à sa carrière en novembre 2005. Le mois suivant, il déclare être atteint par la maladie d'Alzheimer puis s'installe dans un centre spécialisé à Leipzig.
Delmare s'est marié cinq fois et eut cinq enfants, trois filles et deux garçons. Sa fille Felicitas fuit en Allemagne de l'ouest en 1980. En 1987, il reçoit la médaille en or de l'Ordre du mérite patriotique.
Un jour après son 87e anniversaire, Fred Delmare est admis dans un hôpital de Leipzig avec une double pneumonie, dont il meurt quelques jours plus tard. Il se fait incinérer et fait mettre ses cendres au Südfriedhof.

## Filmographie

### Cinéma
- 1955 : Ernst Thälmann – Führer seiner Klasse
- 1955 : 52 Wochen sind ein Jahr
- 1956 : Der Teufelskreis (de)
- 1957 : Vergeßt mir meine Traudel nicht (de)
- 1958 : Ein Mädchen von 16 1/2
- 1958 : Le Chant des matelots (Das Lied der Matrosen)
- 1960 : Einer von uns
- 1960 : Přežil jsem svou smrt
- 1961 : Der Fremde (de) de Johannes Arpe
- 1961 : Blanche-Neige (Schneewittchen)
- 1962 : Auf der Sonnenseite (de)
- 1962 : Mord ohne Sühne
- 1962 : Königskinder (de)
- 1962 : Die schwarze Galeere (de)
- 1962 : Ach, du fröhliche … (de)
- 1963 : Daniel und der Weltmeister
- 1963 : Nu parmi les loups
- 1963 : Praha nultá hodina
- 1963 : Carbure et oseille (Karbid und Sauerampfer)
- 1964 : Schwarzer Samt (de)
- 1964 : Die Hochzeit von Länneken (de)
- 1964 : Die Suche nach dem wunderbunten Vögelchen (de)
- 1964 : Preludio 11
- 1964 : Viel Lärm um nichts (de)
- 1964 : Engel im Fegefeuer
- 1964 : Das Lied vom Trompeter (de)
- 1965 : Denk bloß nicht, ich heule (interdit, sorti en 1990) de Frank Vogel
- 1965 : Karla
- 1965 : Visage perdu
- 1965 : Tiefe Furchen
- 1965 : Solange Leben in mir ist
- 1965/1990 : Wenn du groß bist, lieber Adam (de)
- 1966 : Das Tal der sieben Monde
- 1966/2009 : Hände hoch oder ich schieße (de)
- 1967 : Brot und Rosen
- 1967 : Die Fahne von Kriwoj Rog
- 1968 : Schüsse unterm Galgen (de)
- 1968 : Spur des Falken
- 1968 : Les Adieux
- 1969 : Der Weihnachtsmann heißt Willi (de)
- 1969 : Le Temps de la vie
- 1969 : Les Loups blancs (Weiße Wölfe)
- 1969 : Weite Straßen – stille Liebe (de)
- 1970 : Weil ich dich liebe
- 1972 : Trotz alledem!
- 1972 : L'Homme qui remplaçait la grand-mère (Der Mann, der nach der Oma kam) de Roland Oehme (de)
- 1972 : Le Troisième (Der Dritte)
- 1972 : Januskopf
- 1973 : La Légende de Paul et Paula (Die Legende von Paul und Paula)
- 1973 : Das zweite Leben des Friedrich Wilhelm Georg Platow (de)
- 1973 : Apachen
- 1973 : Reife Kirschen
- 1973 : Die Hosen des Ritters von Bredow (de)
- 1974 : Encore trop maigre pour l'amour ? (Für die Liebe noch zu mager?)
- 1974 : Ulzana (de)
- 1974 : Wie füttert man einen Esel (de)
- 1974 : Zum Beispiel Josef (de)
- 1974 : Johannes Kepler
- 1974 : Orpheus in der Unterwelt (de)
- 1975 : Am Ende der Welt
- 1975 : Lotte in Weimar
- 1975 : Ikarus (de)
- 1975 : Un banquet pour Achille (Bankett für Achilles)
- 1976 : Die Moral der Banditen
- 1976 : Hostess
- 1976 : La lumière bleue
- 1976 : Liebesfallen (de)
- 1976 : Nelken in Aspik
- 1976 : Beethoven – Tage aus einem Leben de Horst Seemann : Johann Nepomuk Mälzel
- 1977 : Der kleine Zauberer und die große Fünf (de)
- 1977 : DEFA Disko 77 (de)
- 1977/1979 : Feuer unter Deck (de)
- 1978 : Hiev up (de)
- 1978 : Philipp, der Kleine
- 1978 : Das Ding im Schloß
- 1979 : Des Henkers Bruder
- 1980 : Und nächstes Jahr am Balaton (de)
- 1980 : Mein Vater Alfons
- 1980 : Glück im Hinterhaus (de)
- 1980 : Die Schmuggler von Rajgrod
- 1980 : Don Juan, Karl-Liebknecht-Straße 78
- 1981 : Asta mein Engelchen
- 1982 : Die Gerechten von Kummerow (de)
- 1982 : Der lange Ritt zur Schule (de)
- 1983 : Automärchen (de)
- 1983 : Zille und ick (de)
- 1983 : Fariaho (de)
- 1985 : Unternehmen Geigenkasten (de)
- 1985 : Carovné dedictví
- 1985 : Der Doppelgänger
- 1986 : Wie die Alten sungen …
- 1986 : Der Bärenhäuter (de)
- 1986 : Front ohne Gnade (de)
- 1987 : Die Alleinseglerin (de)
- 1988 : Mensch, mein Papa …!
- 1989 : Zwei schräge Vögel (de)
- 1989 : Ein brauchbarer Mann
- 1992 : Das Land hinter dem Regenbogen
- 1993 : Zirri – Das Wolkenschaf (de)
- 1999 : Hans im Glück (de)
- 2000 : Fernes Land Pa–Isch

### Téléfilms
- 1960 : Nackt unter Wölfen
- 1961 : Gewissen in Aufruhr (de)
- 1963 : Drei Kriege – Tauroggen
- 1963 : Die rote Kamille
- 1965 : Köpfchen, Kamerad
- 1966 : Columbus 64 (de)
- 1966 : Irrlicht und Feuer
- 1967 : Begegnungen
- 1967 : Ein sonderbares Mädchen
- 1969 : Krupp und Krause
- 1969 : Ungewöhnlicher Ausflug
- 1970 : Der Mörder sitzt im Wembley-Stadion
- 1970 : Jeder stirbt für sich allein
- 1970 : Heiner Fink
- 1970 : Junge Frau von 1914
- 1971 : Ein Mann, der sterben muß
- 1971 : Die Verschworenen
- 1973 : Zement
- 1974 : Der erste Urlaubstag
- 1974 : Der Sandener Kindermordprozeß
- 1974 : Der Leutnant vom Schwanenkietz (de)
- 1975 : Pirat mit Hindernissen
- 1975 : Suse, liebe Suse
- 1975 : Schwester Agnes (de)
- 1976 : Die Regentrude (de)
- 1977 : Happy End
- 1977 : Viechereien (de)
- 1977 : Das Herz der Dinge
- 1978 : Oh, diese Tante (de)
- 1979 : Die blonde Geisha
- 1979 : Ein Mann und seine Frau
- 1979 : Ende vom Lied
- 1980 : Friedhelms Geburtstag und andere Geschichten
- 1980 : Alma schafft alle (de)
- 1980 : Radiokiller
- 1980 : Oben geblieben ist noch keiner (de)
- 1981 : Verflucht und geliebt
- 1981 : Nora S.
- 1981 : Martin XIII.
- 1981 : So viel Wind und keine Segel
- 1981 : Trompeten-Anton (de)
- 1982 : Das Graupenschloß
- 1986 : Das Buschgespenst (de)
- 1986 : Leute sind auch Menschen
- 1987 : Maxe Baumann aus Berlin (de)
- 1988 : Eine Magdeburger Geschichte
- 1989 : Späte Ankunft
- 1989 : Der Mann im Schrank
- 1989 : Die ehrbaren Fünf
- 1990 : Geschichten einer Nacht
- 1990 : Wie ein Vogel im Schwarm
- 1995 : Matulla und Busch (de)
- 1996 : Blinde Augen klagen an
- 1996 : Lautlose Schritte
- 2002 : Das Geheimnis meiner Mutter

### Séries télévisées
- 1969 : Drei von der K (de) : Gift vom schwarzen Markt
- 1971 : Der Sonne Glut
- 1973 : Polizeiruf 110 : In der selben Nacht
- 1973 : Polizeiruf 110 : Der Ring mit dem blauen Saphir
- 1975 : Broddi (trois épisodes)
- 1976 : Polizeiruf 110 : Schwarze Ladung
- 1977 : Zur See (de) (un épisode)
- 1977 : Polizeiruf 110 : Ein unbequemer Zeuge
- 1978 : Gefährliche Fahndung (un épisode)
- 1980 : Der Staatsanwalt hat das Wort (de) : Der Preis (TV-Reihe)
- 1980 : Polizeiruf 110 : Die Entdeckung
- 1981 : Polizeiruf 110 : Der Schweigsame
- 1983 : Märkische Chronik
- 1983 : Polizeiruf 110 : Schnelles Geld
- 1984 : Front ohne Gnade (de)
- 1984 : Polizeiruf 110 : Inklusive Risiko
- 1985 : Polizeiruf 110 : Der zersprungene Spiegel
- 1985 : Die Leute von Zünderow
- 1985 : Der Staatsanwalt hat das Wort : Hubertusjagd
- 1985 : Der Staatsanwalt hat das Wort : Das Biest
- 1986 : Der Staatsanwalt hat das Wort : Die Kette
- 1986 : Treffpunkt Flughafen (de)
- 1986 : Polizeiruf 110 : Ein großes Talent
- 1986 : Schauspielereien (deux épisodes)
- 1986 : Polizeiruf 110 : Bedenkzeit
- 1987 : Der Staatsanwalt hat das Wort : Unter einem Dach
- 1987 : Polizeiruf 110 : Explosion
- 1988 : Tiere machen Leute
- 1989 : Polizeiruf 110 : Mitternachtsfall
- 1989 : Johanna (un épisode)
- 1990 : Klein, aber Charlotte
- 1991 : Viel Rummel um den Skooter
- 1992 : Der Bergdoktor (de) (un épisode)
- 1993 : Polizeiruf 110 : … und tot bist du
- 1993 : Geschichten aus der Heimat (de) (un épisode)
- 1994 : Der Stadtindianer
- 1994 : Schwarz greift ein (de) (un épisode)
- 1992–1994 : Lindenstraße (trois épisodes)
- 1992-1999 : Der Landarzt (de) (deux épisodes)
- 1994 : Elbflorenz (un épisode)
- 1994 : Die Wache (de) (un épisode)
- 1996 : Tatort : Reise in den Tod
- 1997 : Das Geheimnis des Sagala (trois épisodes)
- 1997 : Mama ist unmöglich (un épisode)
- 1997–1998 : Leinen los für MS Königstein (deux épisodes)
- 1998 : Heimatgeschichten (un épisode)
- 1998 : Liebling Kreuzberg (un épisode)
- 1998 : Polizeiruf 110 : Todsicher
- 1998–2006 : En toute amitié (In aller Freundschaft)
- 2002 : Charly la malice (de) (un épisode)

## Source de la traduction
- (de) Cet article est partiellement ou en totalité issu de l’article de Wikipédia en allemand intitulé « Fred Delmare » (voir la liste des auteurs).